# باشگاه بسکتبال یوونتوت بادالونا
باشگاه بسکتبال یوونتوت بادالونا (اسپانیایی: Club Joventut Badalona‎) یک باشگاه بسکتبال در شهر بادالونا، اسپانیا است. این باشگاه که در سال ۱۹۳۰ تأسیس شده در لیگ آ س ب بازی می‌کند.